# Blättersberg
Der Blättersberg bei Rhodt unter Rietburg im rheinland-pfälzischen Landkreis Südliche Weinstraße ist ein 613,2 m ü. NHN hoher Berg des Pfälzerwaldes in Rheinland-Pfalz.
Der Berg, der aus der Rheinebene gut zu erkennen ist, hat eine Nord- (613,2 m) und Südkuppe (606 m); auf letzterer steht der Aussichtsturm Ludwigsturm.

## Geographie

### Lage
Der Blättersberg erhebt sich in der Haardt, dem östlichen Gebirgszug des Pfälzerwaldes, im Naturpark Pfälzerwald. Sein Gipfel liegt 3 Kilometer (km) nordwestlich von Rhodt unter Rietburg, zu dessen Gemarkung der Berg zum Großteil gehört, 4,5 km westsüdwestlich von Edenkoben und 1,6 km (jeweils Luftlinie) nordwestlich der Ortschaft Weyher in der Pfalz. Nach Norden fällt die Landschaft in das Edenkobener Tal mit dem Triefenbach und nach Süden in jenes des Modenbachs ab. Auf der Ostflanke des Berges entspringt der Leißelgraben. Ein östlicher Sporn der Nordkuppe heißt Spitzbergel (324,7 m).

### Naturräumliche Zuordnung
Der Blättersberg gehört zum Naturraum Pfälzerwald, der in der Systematik des von Emil Meynen und Josef Schmithüsen herausgegebenen Handbuches der naturräumlichen Gliederung Deutschlands und seinen Nachfolgepublikationen als Großregion 3. Ordnung klassifiziert wird. Betrachtet man die Binnengliederung des Naturraums, so gehört der Blättersberg zum Mittleren Pfälzerwald und hier zum Gebirgszug der Haardt, welche den Pfälzerwald zur oberrheinischen Tiefebene hin abgrenzt.
Zusammenfassend folgt die naturräumliche Zuordnung des Blättersbergs damit folgender Systematik:
1. Großregion 1. Ordnung: Schichtstufenland beiderseits des Oberrheingrabens
2. Großregion 2. Ordnung: Pfälzisch-saarländisches Schichtstufenland
3. Großregion 3. Ordnung: Pfälzerwald
4. Region 4. Ordnung (Haupteinheit): Mittlerer Pfälzerwald
5. Region 5. Ordnung: Haardt

### Berghöhe
Die Höhe des Blättersbergs wird im Rahmen seiner Nordkuppe auf topographischen Karten mit 613,2 m teils aber auch mit 617,5 m angegeben. Etwa 60 m südöstlich des Berggipfels liegt eine 611,8 m hohe Stelle und auf der Südkuppe (606 m) nahe dem Ludwigsturm eine solche auf 604,9 m Höhe. Der Hauptgipfel ist mit einer Steinpyramide markiert.

## Bauwerke

### Ludwigsturm
Auf der Südkuppe des Blättersbergs steht der 1883 errichtete Aussichtsturm Ludwigsturm. Von der Aussichtsplattform des 15 m hohen Turm aus ist der Blick direkt nach Osten in die Rheinebene durch den Wald zwar verdeckt, allerdings sieht man im Südsüdosten bis zur Badener Höhe und Hornisgrinde im Schwarzwald, im Südwesten zur nahen Reichsburg Trifels, im Westen zur Frankenweide mit Weißenberg (Luitpoldturm) und Hortenkopf (Sendeantenne), im Nordwesten zum nahen Kesselberg und nach Nordnordosten zur Kalmit.

### Sonstige
Weithin sichtbar befinden sich auf der Ostnordostflanke des Berges das westlich oberhalb des Bergfußes stehende Schloss Villa Ludwigshöhe (Edenkoben) und die Rietburg (Rhodt). Am Südfuß des Berges, am Oberlauf des Modenbaches, liegt das historische Anwesen der Buschmühle (Weyher). Auf der Südsüdostflanke des Berges steht westsüdwestlich oberhalb von Weyher das Schweizerhaus (413 m), eine von der Ortsgruppe Weyher des Pfälzerwald-Vereins bewirtschaftete Schutzhütte im Pfälzerwald. Nördlich des Berges steht nahe der Einmündung des kleinen Haselbachs in den Triefenbach die Edenkobener Hütte am Hüttenbrunnen.

## Verkehr und Wandern
Südlich vorbei am Blättersberg verläuft zwischen Ramberg im Westen unter anderem durch das Tal des Modenbachs nach Weyher im Osten die Landesstraße 506. Von dieser Straße zweigen westlich des Berges in dem Bachtal zwei Straßen ab: zuerst auf etwa 287 m Höhe die Kreisstraße 6, die anfangs westlich des Berges aufwärts im Modenbachtal unter anderem vorbei am Modenbacherhof und Forsthaus Heldenstein und dann nördlich vorbei am Berg im Edenkobener Tal abwärts entlang des dortigen Triefenbachs nach Edenkoben im Osten führt, und etwas unterhalb davon nahe dem Neuen Brunnen auf 255,9 m Höhe die südostwärts nach Burrweiler verlaufende K 58. Bis auf die Ostflanke des Berges führt als von Edenkoben kommende Stichstraße die K 64, die unterhalb des Spitzbergels (324,7 m) bei der Villa Ludwigshöhe endet.
Um zum Gipfel des Blättersberges zu gelangen, stehen dem Besucher mehrere Möglichkeiten offen. So könnte man zum Beispiel von der Villa Ludwigshöhe zunächst mit dem Sessellift zur Rietburg (530,8 m) fahren und von dort dem vom PWV mit „blau-gelbem Strich“ markierten Wanderpfad etwa 1,5 km folgen. Gehzeit etwa 30 Minuten.

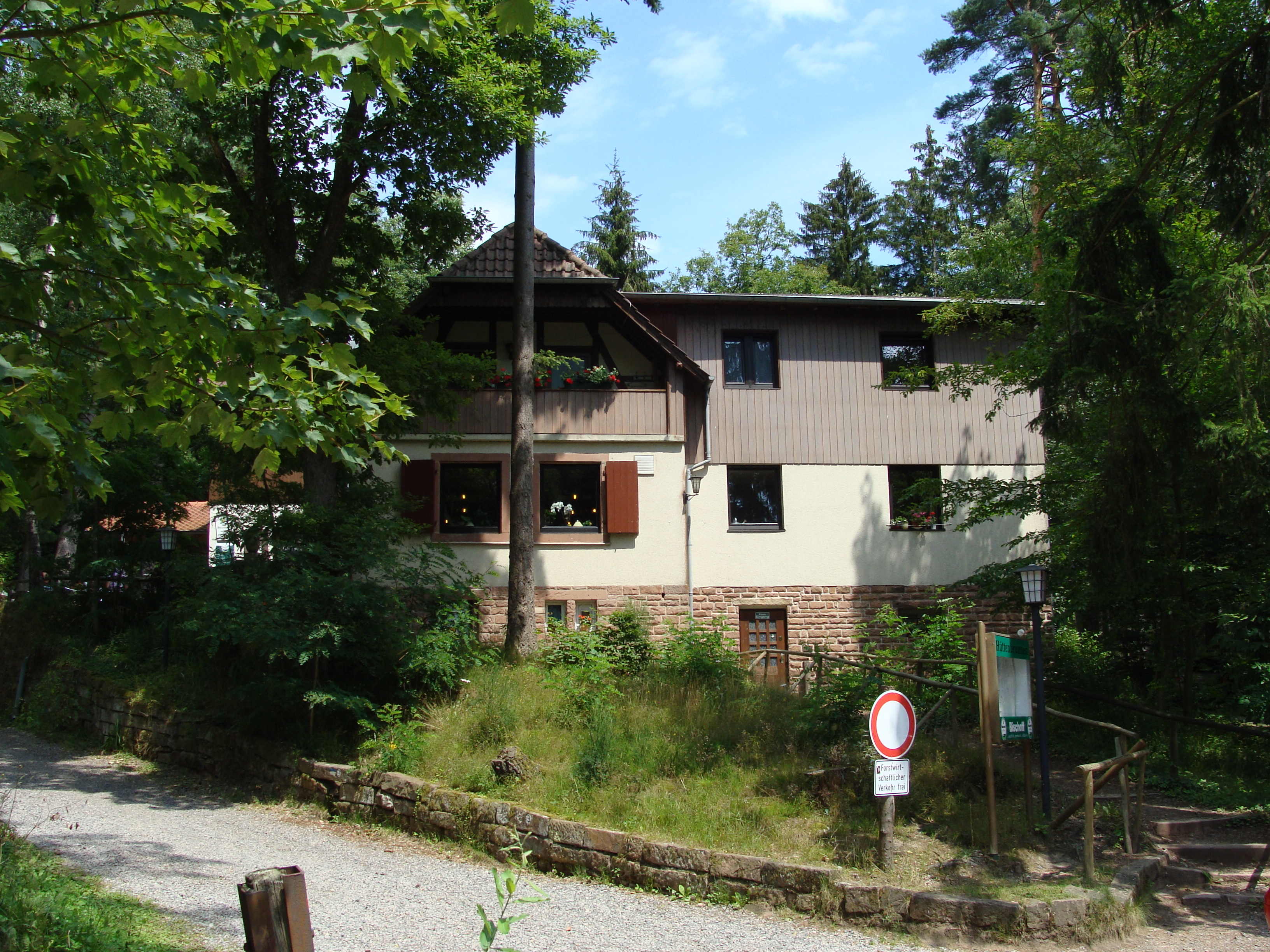
Edenkobener Hütte am Hüttenbrunnen

Ein weiterer Wanderweg beginnt K 6 am Wandererparkplatz „Hüttenbrunnen“ (361,6 m); seine Weglänge beträgt etwa 4 km bei 244,2 m Gesamthöhenunterschied. Er verläuft zunächst mit der PWV-Markierung „blau-weißer Strich“ zum Kohlplatz (465,9 m), einem Sattel zwischen Kesselberg und Blättersberg. Ab hier folgt man bei gleicher Markierung einem schmalen Waldpfad in südlicher, später südwestlicher Richtung. Er schlängelt sich am West- und Südwesthang des Blättersberges entlang und erreicht nach etwa 2,5 km seinen Gipfel. Will man diese Tour als Rundwanderung weiterführen, so wandert man zunächst weiter zur Rietburg, um anschließend mit der Markierung „roter Punkt“ nach insgesamt etwa 9 km zum Ausgangspunkt „Hüttenbrunnen“ zurückzukehren.
Daneben stehen dem Besucher im Gebiet des Blättersberges eine Reihe weiterer kürzerer oder längerer Wandermöglichkeiten zur Verfügung. So verläuft zum Beispiel ein Abschnitt des Prädikatswanderweges Pfälzer Weinsteig auf seiner 5. Etappe am Fuß des Berges; darüber hinaus berührt auch der Themenwanderweg Pfälzer Keschdeweg dieses Gebiet.